# FS D443 sorozat
Az FS D443 sorozat egy olasz Bo'Bo' tengelyelrendezésű dízelmozdony-sorozat. Az Ferrovie dello Stato üzemelteti. Összesen 50 db készült belőle 1967 és 1970 között a FIAT Grandi Motori és a Breda gyáraiban.